# Джейк Цакалідіс

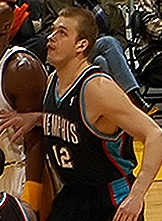
Джейк Цакалідіс

Я́ковос (Джейк) Цакалі́діс (англ. Iakovos "Jake" Tsakalidis, грец. Ιάκωβος Τσακαλίδης; народився 10 червня 1979, Руставі, Грузинська РСР) — грузинський професіональний баскетболіст грецького походження. Обраний клубом «Фінікс Санз» під 25-м номером у першому раунді драфту 2000. Протягом 2000—2007 років виступав у НБА. Цакалідіс має подвійне громадянство Грузії та Греції, він вирішив виступати саме за національну збірну Греції.